# Porta Vigentina
Porta Vigentina è una delle quattro porte succursali di Milano, ricavata lungo i bastioni spagnoli, oggi demoliti, come succursale di Porta Romana. Posta a sud della città, si apriva lungo la strada per il Vigentino.
Demoliti i caselli daziari agli inizi del Novecento, la porta sorgeva allo sbocco dell'attuale corso di Porta Vigentina nel centro di Milano.

## Storia

Dazio di Porta Vigentina, 1880 circa

Prendeva nome dalla strada Vigentina, conducente a Pavia, che a sua volta aveva preso nome dal centro abitato di Vigentino, così detto perché posto a 20 miglia da Pavia (dal latino viginti, "venti").
Il Vigentino era un borgo molto antico e sembra che fin dal 1162 avesse già fatto parlare di sé, ospitando a lungo (pare per cinque anni) i milanesi che erano dovuti scappare dalla città, a seguito delle distruzioni messe in atto da Federico Barbarossa.
Il Vigentino era un comune indipendente di Milano, fu annesso al comune di Milano una prima volta all’inizio del 1800 durante il governo francese per poi tornare indipendente al ritorno degli austriaci. La mossa degli austriaci di ripristinare le condizioni di indipendenza di alcuni comuni che erano stati annessi a Milano da Napoleone sembra che fosse dettata più che da esigenze amministrative oggettive, da una precisa volontà di fare in modo che Milano non divenisse troppo “grande” in termini sia di estensione territoriale che di abitanti.
Di Porta Vigentina non resta oggi alcuna traccia; dà però ancora nome a un breve corso fra viale Beatrice D'Este e corso di Porta Romana, prosecuzione di via Ripamonti, e al quartiere circostante.